# Mylabris aperta
Mylabris aperta là một loài bọ cánh cứng trong họ Meloidae. Loài này được Gerstaecker miêu tả khoa học năm 1873.